# 西部军区
西部军区（俄语：Западный военный округ）是一个俄罗斯的军区。
西部軍區是俄罗斯联邦武装力量的五个军区之一，其管辖范围主要在中西部欧洲俄罗斯地区。作为2008年军事改革的一部分，中央军区因2010年9月20日签署的第1144号俄罗斯联邦总统令成立，由莫斯科军区、列宁格勒军区和加里宁格勒特区的合并而成。该区于2010年10月20日开始，在瓦列里•格拉西莫夫上将的领导下正式开始履行作战指挥职能。2024年2月26日，该军区被重新组建的莫斯科军区和列宁格勒军区取代。
西部军区是俄罗斯按地理面积划分最小的军区。全军区包括26个俄罗斯联邦主体：别尔哥罗德州、布良斯克州、伊万诺沃州、加里宁格勒州、卡卢加州、卡累利阿、科斯特罗马州、库尔斯克州、列宁格勒州、利佩茨克州、莫斯科、莫斯科州、下诺夫哥罗德州、诺夫哥罗德州、奥廖尔州、普斯科夫州、梁赞州、圣彼得堡、斯摩棱斯克州、坦波夫州、特维尔州、图拉州、弗拉基米尔州、沃洛格达州、沃罗涅日州和雅罗斯拉夫尔州。2014年12月1日，北方舰队联合战略司令部从西部军区中分出，且阿尔汉格尔斯克州、摩尔曼斯克州、科米共和国、涅涅茨自治区以及俄罗斯海军波罗的海舰队和北方舰队脱离该军区指挥。
西部军区总部位于圣彼得堡的总参谋部大楼。

## 历史
2014年2月26日，在克里米亚危机期间，弗拉基米尔·普京总统下令俄罗斯武装部队“西部军区以及与第2军一起驻扎在中央军区司令部的部队保持警戒状态，包括航天防御、空降和远程军事运输部队。”尽管媒体猜测这是对乌克兰事件的反应，俄罗斯国防部长谢尔盖·绍伊古表示，这与乌克兰的骚乱无关。

## 作战单位

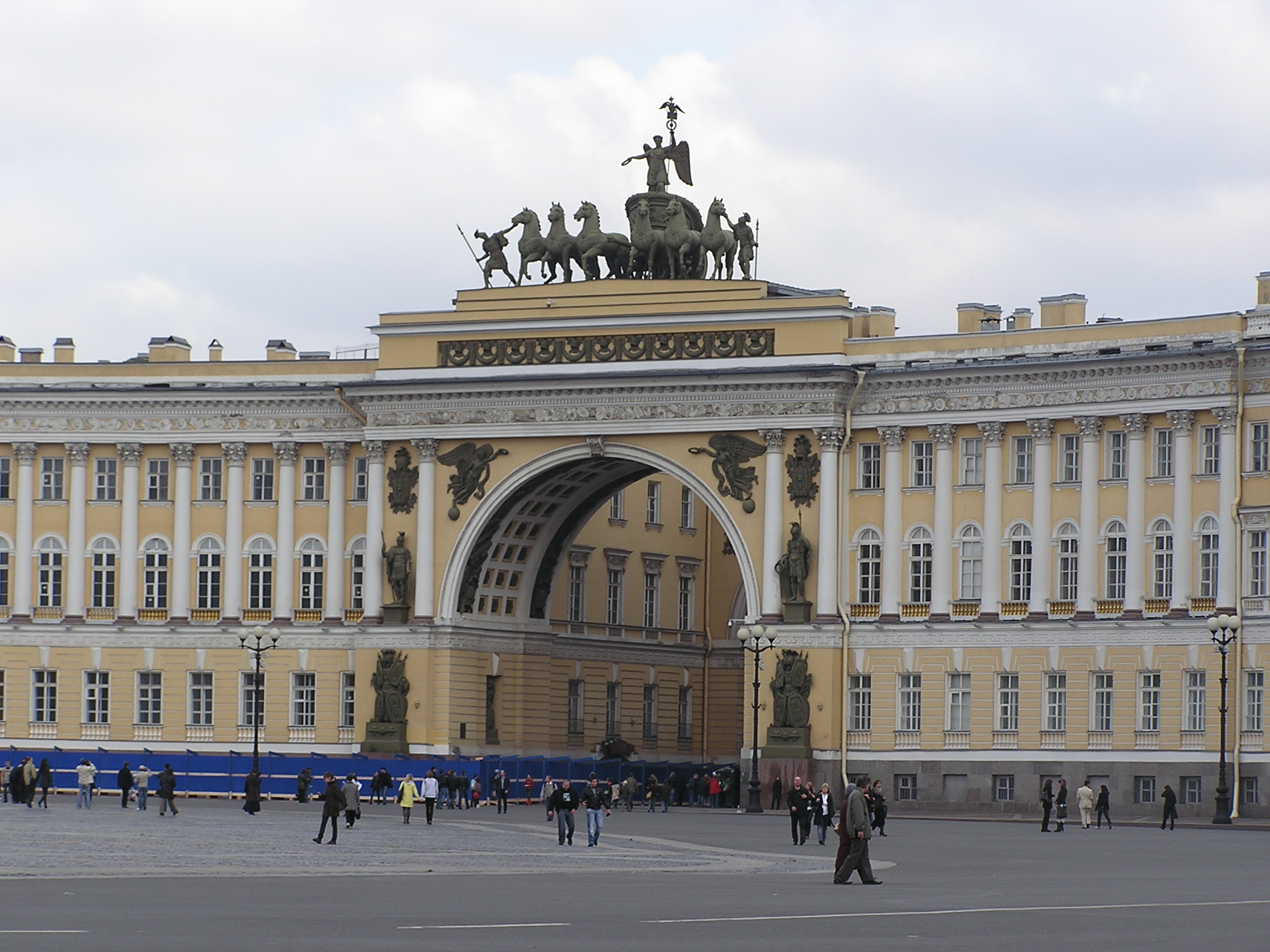
西部军区总部，圣彼得堡总参谋部大楼

### 直接报告单位和编队
- 摩尔多瓦德涅斯特河沿岸的俄罗斯驻德左作战集群（蒂拉斯波尔，德涅斯特河沿岸）
- 第45近卫柏林工程旅（穆罗姆）
- 第132信号旅
- 俄罗斯铁道军第29、34和38铁路旅
- 第1工程旅（穆罗姆）
- 第27核生化旅
- 第154普列奥布拉任斯基独立指挥官团（英语：154th Preobrazhensky Independent Commandant's Regiment）（莫斯科）
- 第1谢苗诺夫斯基独立步兵团（英语：Semyonovsky Regiment）（拉缅斯科耶区，莫斯科州）
- 第79近卫火箭炮兵旅（特维尔）
- 第45重炮兵旅（坦波夫）
- 第16独立电子战旅（普拉夫斯克）[6]
- 第45独立工程伪装团[7][8][9]

### 近卫坦克第1集团军
总部：奧金佐沃、莫斯科州（2014恢复）
- 第4近卫坦克师（纳罗-福明斯克）
- 俄罗斯第2近卫塔曼摩托化步兵师（加里宁内茨）
- 第6坦克旅（英语：6th Tank Brigade (Russia)）
- 第27独立近卫塞瓦斯托波尔摩托化步兵旅（莫斯伦特根）
- 第96侦察旅
- 第53防空火箭旅（英语：53rd Anti-Aircraft Rocket Brigade）（库尔斯克）
- 第112火箭旅（舒亚）
- 第288炮兵旅
- 第20独立防核生化团（特森特拉尼，下诺夫哥罗德州）
- 第60控制旅

### 20th Guards Army

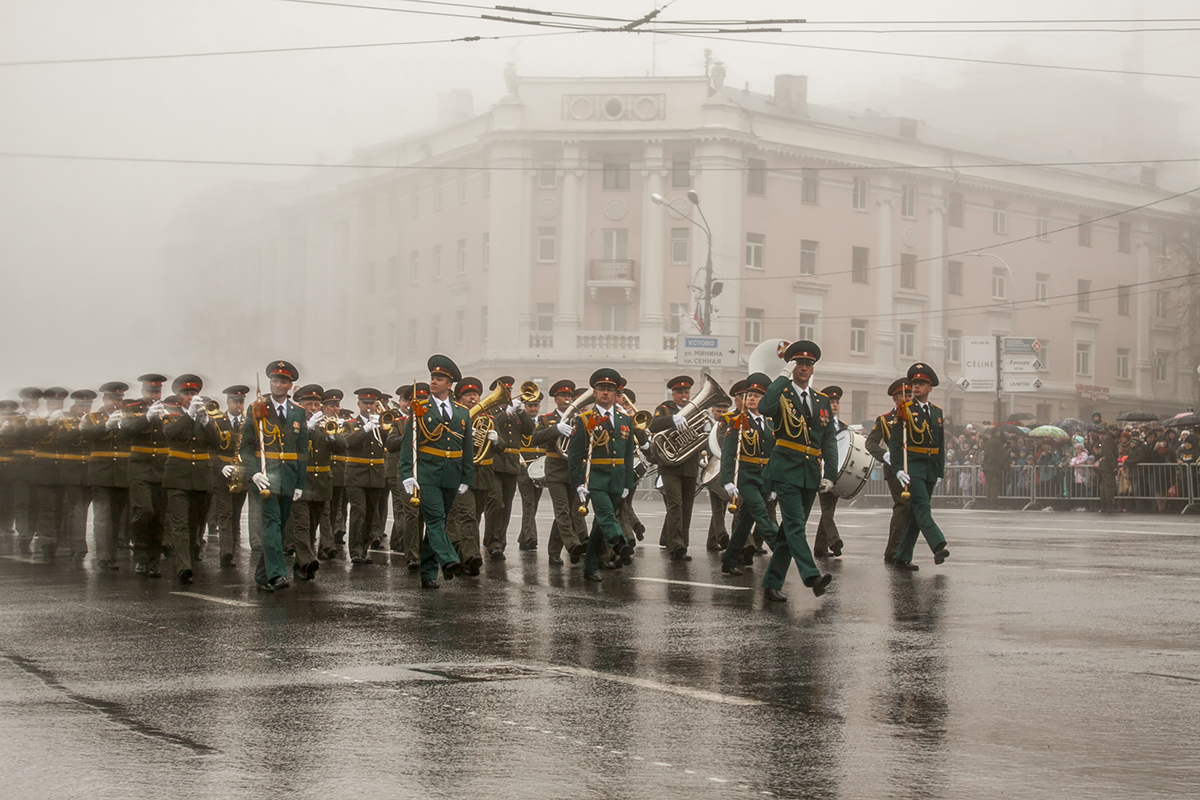
20th Guards Army军乐队在2017年胜利日游行

### 第6军（英语：6th Army (Soviet Union)）
总部：圣彼得堡
- 俄罗斯陆军第138近卫摩托化步兵旅（卡缅卡（英语：Kamenka, Vyborgsky District, Leningrad Oblast））
- 第25摩托化旅 "拉脱维亚步枪兵" （弗拉基米尔斯基-拉格尔（英语：Vladimirsky Lager））
- 第9近卫炮兵旅（卢佳（英语：Luga, Russia））
- 第268近卫炮兵旅（普希金市）
- 工程部队
- 第5防空火箭旅（英语：5th Anti-Aircraft Rocket Brigade）（哥列罗沃（英语：Gorelovo (air base)））
- 95行政和指挥旅（哥列罗沃）
- 第26火箭旅（卢佳（英语：Luga, Russia））

### 第20近卫军（英语：20th Guards Army）
总部：穆利诺，下诺夫哥罗德州
- 第3摩托化步兵师（英语：3rd Motor Rifle Division）（博古恰尔）[11]
- 第144摩托化步兵师（叶利尼亚）
- 第1独立近卫坦克旅（英语：1st Independent Guards Tank Brigade） "乌拉尔-利沃夫" （博古恰尔）（2015年改革）[12][13]
- 第99武器装备储存基地（特维尔）
- 第49防空火箭旅（英语：49th Anti-Aircraft Rocket Brigade）
- 第9行政旅
- 第448火箭旅（英语：448th Rocket Brigade）（库尔斯克）
- 第7015武器装备储存基地（穆利诺）
- 第69装备安全旅

### 俄罗斯空降军
- 第45近卫独立侦察旅（英语：45th Guards Independent Reconnaissance Brigade）（库宾卡，莫斯科）
- 第76近卫空中突击师（普斯科夫）
- 第98近卫空降师（英语：98th Guards Airborne Division）（伊万诺沃）
- 第106近卫空降师（英语：106th Guards Airborne Division）（图拉）
- 第38空降信号团（拜尔湖，莫斯科州）

### 情报/特种部队作战单位和编队
- 第2特种旅
- 第16特种旅（坦波夫）[14]
- 第322特种部队训练中心

### 海军
- 波罗的海舰队

#### 海军步兵和海岸防御
- 第11军 (加里宁格勒)
  - 第7近卫摩托化团（英语：7th Guards Motor Rifle Regiment）（加里宁格勒）
  - 第79近卫摩托化旅（英语：79th Guards Motor Rifle Brigade）（古谢夫）
  - 第336卫兵比亚韦斯托克海军步兵旅（梅尼科沃村，波罗的斯克）（俄罗斯海军步兵）
  - 第25海岸火箭旅
  - 第152近卫火箭旅 （切尔尼亚霍夫斯克，加里宁格勒）
  - 第244近卫炮兵旅（加里宁格勒）
  - 第183舰队地面部队火箭团（近卫军城）
  - 第73独立桥营
  - 第742舰队信号部队
  - 第302舰队无线电电子团
- 第61海军步兵旅（英语：61st Naval Infantry Brigade (Russia)）（斯普特尼克（英语：Sputnik, Murmansk Oblast））
- 第80独立（北极作战）摩托化步兵旅
- 俄罗斯陆军第200独立摩托化步兵旅（佩琴加区，摩尔曼斯克州）
- 第536舰队独立海岸防御火箭炮兵旅（斯涅日诺戈尔斯克）
- 第516舰队信号部队（北莫尔斯克）
- 第180海军工程营

2017年4月，第14军已在北方舰队联合战略司令部成立。此支军队是以第二次世界大战中苏联第14军的番号而成立的，其中包括第80步兵旅（北极）和第200摩托化步兵旅。

## 指挥官
- 上将瓦列里·格拉西莫夫（2010年10月20日至2010年10月28日（代理））
- 上将阿卡迪·巴金（英语：Arkady Bakhin）（2010年10月28日至2012年11月9日）
- 上将阿纳托利·西多罗夫（2012年12月24日 - 2015年11月10日）
- 上将安德烈·卡塔波洛夫（2015年11月10日至2016年12月19日）
- 中将维克多·阿斯塔波夫（2016年12月19日 - 2017年4月（代理））
- 上将安德烈·卡塔波洛夫（2017年4月 - 2018年7月30日）
- 中将维克多·阿斯塔波夫（2018年7月30日－2018年11月）
- 上將亞歷山大·茹拉夫列夫（2018年11月－2022年7月）
- 中將安德烈·西切沃伊（2022年7月－2022年9月4日）

参谋长
- 海军上将尼古拉·马克西姆（2010年10月28日 - 2012年10月）
- 中将安德烈·卡塔波洛夫（2012年12月 - 2014年6月21日）
- 中将维克多·阿斯塔波夫（2014年6月21日-）